# 熱帶風暴蝴蝶 (2007年)
熱帶風暴蝴蝶（菲律賓大氣地理天文部門：Dodong，國際編號：0707，聯合颱風警報中心：08W）是2007年太平洋颱風季的一個熱帶氣旋。
「蝴蝶」是澳門所提供的名字，是指這種昆蟲。

## 發展及路徑
蝴蝶於8月7日在馬尼拉以東約820公里的北太平洋西部上發展成為一個熱帶低氣壓，初時向西北移動，並於翌日增強為熱帶風暴。它於8月9日早上減弱為熱帶低氣壓，上午9時在台灣台東縣長濱鄉登陸，當日在台灣減弱為一個低壓區。

## 影響

### 臺灣
當地發佈之最高颱風警報：海上陸上颱風警報
台湾交通部中央氣象局於8月8日上午11時半同時發出海上颱風警報及陸上颱風警報。兩項警報均維持剛好1日，隨著蝴蝶減弱為低壓區，中央氣象局於翌日（8月9日）上午11時半取消所有警報。

## 熱帶氣旋警告使用紀錄

### 台灣
| 交通部中央氣象局 颱風警報 | 交通部中央氣象局 颱風警報 | 交通部中央氣象局 颱風警報 |
| ------------------------- | ------------------------- | ------------------------- |
| 上一熱帶氣旋              | 海上颱風警報              | 下一熱帶氣旋              |
| 輕度颱風帕布              | 海上颱風警報              | 強烈颱風聖帕              |
| 輕度颱風帕布              | 陸上颱風警報              | 強烈颱風聖帕              |

## 外部連結
- （英文）https://web.archive.org/web/20090826230250/http://metocph.nmci.navy.mil/jtwc.php 聯合颱風警報中心首頁
- （日語）http://www.jma.go.jp/jma/index.html （页面存档备份，存于） 日本氣象廳首頁
- （繁體中文）http://www.cwb.gov.tw （页面存档备份，存于） 中央氣象局首頁
- （英文）http://www.pagasa.dost.gov.ph/ （页面存档备份，存于） 菲律賓大氣地球物理和天文管理局首頁